# Niña Camba
Niña camba es el nombre de un taquirari compuesto por el orureño César Espada en 1969. Desde entonces la canción ha sido versionada más de 500 veces y ha sido interpretada por artistas bolivianos como Guisela Santa Cruz, Nicho Hinojosa y Los Nocheros. Según testimonio de su autor, fue compuesta en la Plaza 24 de Septiembre, plaza central de Santa Cruz de la Sierra en Bolivia. Es una de las canciones más interpretadas del folclore boliviano y el autor ha sido galardonado por su composición en diferentes medios de comunicación por el cincuenta aniversario de composición de la misma.

## Recepción internacional
El tema fue interpretado por el grupo argentino Los Nocheros y el éxito de esta interpretación los llevó a interpretar otras canciones bolivianas. En México el tema se volvió un himno según lo recoge Elías Blanco Mamani en la biografía de César Espada.